# Andrzej Trzos-Rastawiecki
Andrzej Ryszard Trzos-Rastawiecki (Lviv, 23 de juny de 1933 - 2 d'abril de 2019) va ser un guionista i director de cinema polonès de documentals i llargmetratges. Del 1990 al 1993 va presidir la Federació Polonesa de Cineclubs.

## Biografia
Era fill del notari Bolesław Trzos i de la violinista Irena Rastawiecka. Es va graduar a la Universitat Politècnica de Cracòvia i al departament de direcció del PWSTiF a Łódź (diplomat el 1964). Les seves pel·lícules es van caracteritzar per una combinació hàbil de documental i llargmetratge i l'ús de materials d'arxiu. Va combinar els papers de director i de guionista. És pare de Marek Trzos-Rastawiecki. És enterrat al Cementiri Militar de Powązki.

## Filmografia

### Documentals
- 1963: Biblioteka współczesna – guionista
- 1964: Po prostu zwykli ludzie... – director, guionista
- 1966: Pawiak – director, guionista
- 1966: Przechodnie – director, guionista
- 1967: Korowód – director, guionista
- 1967: Godziny szczytu – director, guionista
- 1967: Koń a sprawa polska – guionista
- 1968: Michał – director, guionista
- 1969: Anna – director, guionista
- 1969: Rocznica – director, guionista
- 1970: Champion – director, guionista
- 1970: Śpiewa Krystyna Jamroz – director
- 1972: M – jak motoryzacja – director
- 1972: Pięciu z nas – director, guionista
- 1976: Enigma – director, guionista
- 1977: A-1 – director
- 1979: Pielgrzym – director
- 1981: Kampucza – director, guionista
- 1990: Lider – director, guionista
- 1997: Pułkownik Kukliński – director, guionista
- 2005: Konfrontacja – director, guionista
- 2007: Ballada o prawdziwym kłamstwie – director, guionista

### Pel·lícules i sèries de televisió
- 1965: Śmierć w środkowym pokoju
- 1970: Najlepszy kolega
- 1971: Trąd
- 1974: Zapis zbrodni
- 1976: Skazany
- 1978: ...Gdziekolwiek jesteś panie prezydencie...
- 1985: ... jestem przeciw
- 1989: Po upadku. Sceny z życia nomenklatury
- 1995: Archiwista (sèrie de televisió)
- 2001: Marszałek Piłsudski (sèrie de televisió)

## Guardons
- 1972: Premi al Festival Internacional de Cinema de Guadalajara per la pel·lícula Egzamin
- 1976: Premi NOT del Museu de Tecnologia a la millor pel·lícula polonesa per donar forma a la cultura tècnica que popularitza les tradicions de la tecnologia i la protecció dels seus monuments, com a document de cultura nacional o indicant els pensaments, els perfils de científics i tècnics polonesos meritoris per al desenvolupament de la ciència i la tecnologia al Festival Nacional de Curtmetratges de Cracòvia. Enigma